# Karel Kobes
Karel Kobes (* 27. ledna 1944 Praha) je český politik ČSSD, po sametové revoluci československý poslanec Sněmovny lidu Federálního shromáždění, od 90. let místopředseda ČSSD.

## Biografie
Profesí byl lékařem a po roce 1989 sociálně demokratickým politikem. Působil v Černošicích, Praze, Rakovníku a Tachově. Ve volbách roku 1992 byl za ČSSD zvolen do Sněmovny lidu (volební obvod Středočeský kraj). Ve Federálním shromáždění setrval do zániku Československa v prosinci 1992.
V senátních volbách roku 1998 kandidoval do horní komory českého parlamentu za senátní obvod č. 16 - Beroun, coby kandidát ČSSD. Získal ale jen necelých 19 % hlasů a nepostoupil do 2. kola. Koncem 90. let působil na postu místopředsedy ČSSD pro hospodaření. Angažoval se i v komunální politice. V komunálních volbách roku 1994 byl zvolen za ČSSD do zastupitelstva obce Černošice. Profesně je uváděn jako ředitel zdravotnického zařízení. Mandát se neúspěšně snažil obhájit v komunálních volbách roku 1998.
V roce 2011 se v souvislosti s obnovením zájmu o okolnosti privatizace podniku Mostecká uhelná objevily informace, že milionové provize z prodeje tohoto podniku směřovaly mimo jiné do Nadačního fondu Zdraví pro studenty, kterému předsedal Stanislav Gross a v jehož vedení zasedal i Karel Kobes. List Mladá fronta Dnes uvedl, že tyto peníze mohly nakonec být použity na skryté financování ČSSD.